# Jean-Claude Risset
Pour les articles homonymes, voir Risset.
Jean-Claude Risset, né le 13 mars 1938 au Puy-en-Velay (Haute-Loire) et mort le 21 novembre 2016 à Marseille, est un compositeur français.
Pionnier dans l'aventure de l'informatique musicale commencée aux États-Unis (IBM), J.-C. Risset a contribué par la suite à l'introduction de l'ordinateur en France (dans des institutions comme l'IRCAM ou les universités d'Orsay et de Marseille-Luminy). Sa double formation, scientifique et artistique, en a fait le premier compositeur français à ouvrir la voie aux sons synthétisés par ordinateur. Il incarne aujourd'hui une figure majeure de la création musicale contemporaine et, en même temps, de la recherche sur la musique dite électronique. Ses contributions marquent de son empreinte l'esthétique des années 1970-1990.

## Biographie
Jean-Claude Risset, fils de Raoul Risset qui a fondé en 1945 et dirigé l'Association franc-comtoise de la culture (AFCC), a étudié le piano avec Robert Trimaille, élève de Alfred Cortot, avant de poursuivre des études scientifiques à l’ENS de la rue d'Ulm. Agrégé de physique à 23 ans, en 1961, il continue en physique sous la direction du professeur Pierre Grivet, à la Faculté des sciences d’Orsay, et poursuit ses études musicales en piano avec Huguette Goullon et en écriture avec Suzanne Demarquez, puis de composition (harmonie et contrepoint) avec André Jolivet. Il obtient un premier prix du concours de piano de l’UFAM en 1963. Son Prélude pour orchestre est créé la même année à la Maison de la radio, et il compose Instantanés pour piano en 1965.
En mai 1967, Risset soutient son doctorat de sciences sous la direction du professeur Pierre Grivet à l'Institut d'électronique fondamentale de la faculté des sciences d'Orsay. Sa thèse porte sur l'analyse, la synthèse et la perception des sons musicaux. Les travaux qu’il a entrepris lui permettent de rendre compte de la complexité et de la diversité des mécanismes mis en jeu dans l'audition. Il perçoit la limite et les insuffisances attachées aux modèles en vigueur. Sa démarche centrée sur le timbre a donc le mérite d’éclairer des préoccupations désormais centrales pour l’informatique musicale : unir deux domaines de connaissance (la physique du son et la musique), et exploiter dans ce dessein une nouvelle technologie prometteuse (l’ordinateur). En réussissant à faire la transition entre l’outil « calculateur », qui procède à de savantes évaluations de procédures d’écriture, et l’instrument informatique dont il pressent la richesse, Risset réussit à mettre en place les bases de ce qui deviendra l’informatique musicale.
De 1975 à 1979, Jean-Claude Risset participe avec Pierre Boulez à la création de l’IRCAM (Institut de recherche et coordination acoustique/musique). La direction artistique du département « Ordinateur » lui permet d'étudier l'intégration de l'informatique dans les recherches musicales. Puis il est nommé professeur à l’Université d’Aix-Marseille de 1979 à 1985 ; il préside par ailleurs la section « Arts » du Conseil supérieur des universités (1984-1985). Après 1985, il dirige avec le statut de directeur de recherche au CNRS le Laboratoire de mécanique et d’acoustique du CNRS à Marseille. Il devient également responsable du DEA « Acoustique, traitement du signal et informatique appliqués à la musique », lequel associe plusieurs universités et l'IRCAM.
Musicien et compositeur reconnu par la communauté artistique internationale, Jean-Claude Risset est aussi un technicien et un théoricien incontesté de l’informatique musicale. Il reçoit, en 1999, la médaille d'or du CNRS.

## Décorations
- Chevalier de la Légion d'honneur (1989)
- Commandeur de l'ordre des Arts et des Lettres au titre de « compositeur, directeur de recherche au CNRS » (2003)[6]

## Œuvres
- 1963 :
  - Fantaisy
- 1965 :
  - Trois instantantanés
  - Neiz Radenn
  - Computer concrete
- 1968 :
  - Little Boy
  - Computer Suite for Little Boy
- 1969 :
  - Schoenbergiana
  - Mutations
- Naka, 1971
- Mutations II, 1973
- Dialogues, 1975
- 1977 :
  - Trois moments newtoniens
  - Inharmonique
  - Inharmonic Soundscapes
- Mirages, 1978
- 1979 :
  - Songes
  - Distances
- 1981 :
  - Contours
  - Aventure de lignes
- 1982 :
  - Passages
  - Mixte
  - Glissements
- 1983 :
  - Profils
  - L'autre face
- Filtres I, 1984
- 1985 :
  - Sud[7]
  - Sola
  - Filtres II
  - Dérives
- 1986 :
  - Filtres III
  - Filtres IV
- 1987 :
  - Voilements
  - Trois esquisses pour orgue
- 1988 :
  - Phases
  - La Nouvelle Atlantide
  - Attracteurs étranges
- 1989 :
  - Huit esquisses en duo pour un pianiste
  - Electron-Positron
- 1990 :
  - Écho pour John Pierce
  - Rounds
- 1991 :
  - Reflets
  - Triptyque
  - Trois études en duo
- 1992 :
  - Luraï
  - Saxatile
  - Une aube sans soleil
- Trois études pour la main gauche, 1993
- Variants, 1994
- 1995 :
  - Invisible Irène
  - Saxtractor
- 1996 :
  - Contre nature
  - Invisible
  - Mokee
  - Plectre
- Avel, 1997
- Elementa, 1998
- Rebonds, 2000
- 2001 :
  - Escalas
  - Resonant Soundscapes
- 2002 :
  - Resonant Sound Spaces
- Reprises, Rumeurs, Distyle, Diptère, 2003
- 2004 :
  - Échappées
  - Octant
- 2005 :
  - Nature contre nature
  - Oscura
- Pentacle, 2006
- Schèmes, 2007
- Multiples, 2009
- 2010 :
  - Claviers exquis
  - Kaleidophone
- Otro, 2011

## Discographie
- Mutations (LP, Album, Gat), INA-GRM, AM 564.09, 1978
- Sud / Dialogues / Inharmonique / Mutations  2 versions, INA-GRM, 1987
- Songes • Passages • Computer Suite From Little Boy • Sud, 2 versions, WERGO, 1988
- Invisible (CD, MiniAlbum), GMEM, EI 06	, 1996
- Elementa (CD), INA-GRM	ina c 1019 cd, 2001
- Music From Computer (LP, Comp)